# 張繼孟 (弘治進士)
張繼孟（1477年—1556年），字子醇，浙江承宣布政使司杭州府仁和縣（今浙江省杭州市）人，錦衣衛籍，明朝政治人物，進士出身。

## 生平
弘治十七年（1504年）中式甲子科順天府鄉試第四十三名舉人。弘治十八年（1505年）聯捷乙丑科會試第十六名，二甲第五十二名進士。任揚州府推官，授江西參政，入朝授禮部儀制司郎中，出爲山東布政司參議。

## 家族
曾祖張彥和；祖父張全；父張泰，母劉氏。具庆下。